# Universitario de Deportes
Universitario de Deportes je peruanski nogometni klub.
Dosad je četiri puta bio prvak natjecanja Campeonato Peruano. Nadimak kluba je Los cremas (Žuti), te svoje domaće utakmice igra na Estadio Monumental. Maskota kluba je orao "Garrita".

## Povijest
Klub su 7. kolovoza 1924. kao Federación Universitaria osnovali studenti i profesori Nacionalnog sveučilišta San Marcos. Godine 1928. Peruanski nogometni savez dopustio je klubu da uđe u peruansku Primera División, prvu ligu zemlje. Klub je te godine iznenadio protivničke i navijače jer su bili viceprvaci sezone.
Tijekom te sezone, 23. rujna 1928., Universitario je odigrao prvi clásico s Alianza Lima, braniteljem naslova sezone, i pobijedio 1-0. Međutim, momčad je izgubila od Alianze u doigravanju za naslov prvaka na kraju sezone nakon što je remizirala 1-1 u prvoj utakmici i izgubila 2-0 u drugoj utakmici. Sljedeće godine, Universitario je osvojio svoj prvi naslov i okrunjen kao prvak Peru.
Godine 1931. rektor sveučilišta José Antonio Encinas zabranio je klubu korištenje imena Federación Universitaria. Kao rezultat toga, klub je promijenio ime u Club Universitario de Deportes zadržavši simbolično "U" u svom imenu. Iste godine, 18-godišnji Teodoro Fernández, povijesno poznat kao "Lolo" Fernández, debitirao je kao stalni igrač momčadi u međunarodnoj prijateljskoj utakmici protiv Deportes Magallanesa iz Čilea.